# Санта-Мария (Кабо-Верде)
Санта-Мария (порт. Santa Maria) — рыбацкий и туристический город на юге острова Сал, Кабо-Верде.

## Географическое положение, общие сведения
Санта-Мария является третьим по величине городом на Кабо-Верде и одним из немногих, превышающих официальную столицу острова Эшпаргуш по размеру и количеству населения. Город расположен примерно в 15 км к югу от международного аэропорта имени Амилкара Кабрала (код IATA SID), главной международной воздушной гавани Кабо-Верде, и является южной оконечностью асфальтированной дороги, идущей на север к Эшпаргушу. Это один из самых экономически развитых регионов Кабо-Верде.
Большая часть территории острова около Санта-Марии плоская, сухая и песчаная, покрытая редкой растительностью. Жилой район находится около берега океана. В 1990-х годах население стало сильно расти благодаря большому притоку туристов. Улицы города в плане составляют прямоугольную сеть. На них расположены  отели, пансионаты, рестораны, кафе и магазины (в основном, магазины сувениров).
Популярные туристические активности включают в себя дайвинг, серфинг, виндсерфинг и кайтсерфинг.
15 сентября, в день Святой Марии, покровительницы города, проводится ежегодный фестиваль, включающий религиозные, спортивные и музыкальные мероприятия.

## Ближайшие населённые пункты
- Мурдейра, к северу
- Эшпаргуш, к северу

## Рост населения
| Год                      | Население | Изменение | Плотность |
| ------------------------ | --------- | --------- | --------- |
| 1990 (23 июня, перепись) | 1,343     | -         | -         |
| 2000 (16 июня, перепись) | 13,320    | -         | -         |
| 2003 (Оценка)            | 14,100    | -         | -         |
| 2005 (1 января, подсчёт) | 17,231    | -         | -         |
| 2010                     | 22,937    | -         | -         |